# THE GUILTY/ギルティ
『THE GUILTY/ギルティ』（Den skyldige）は、2018年のデンマークのスリラー映画。グスタフ・モーラー監督・脚本、ヤコブ・セーダーグレン主演。
本作はいわゆる「低予算映画」であるが、主人公は911で働くオペレーターであり、舞台となる「緊急通報指令室」の中だけでストーリーが完結するという手法と、伏線と結末の意外さが高い評価を得た。
2018年のサンダンス映画祭のワールド・シネマ・ドラマティック・コンペティション部門で上映された。第91回アカデミー賞外国語映画賞にはデンマーク代表作として出品され、最終選考9作品に残った。
ジェイク・ジレンホール主演によるアメリカでのリメイクが報じられている。TBSラジオがオーディオドラマ化した。

## あらすじ
ある日、緊急通報指令室のオペレーターのアスガーは、今まさに誘拐されているという女性からの通報を受ける。車の発進音や女性の声、そして犯人の息づかいなど、電話から聞こえるかすかな音だけを頼りに、事件を解決しようと奔走する。

## キャスト
※ 括弧内は日本語吹替
アスガー・ホルム
演：ヤコブ・セーダーグレン（小原雅人）
緊急通報指令室のオペレーター。近いうちに、刑事に復帰する予定である。
ラシッド
演：オマール・シャガウィー（初村健矢）
アスガーの相棒刑事。
イーベン・オスタゴー
演：イェシカ・ディナウエ（櫻庭有紗）
誘拐された女性。
ミケル・ベルグ
演：ヨハン・オルセン（中野泰佑）
イーベンの元夫。イーベンを誘拐。
マチルデ・オスタゴー
演：カティンカ・エヴァース＝ヤーンセン（望田ひまり）
イーベンとミケルの6歳の娘。
ボー
演：ヤコブ・ローマン
その他の日本語吹き替え
見上裕昭 / 反町有里 / 岡本幸輔 / 中井美琴

## 作品の評価
Rotten Tomatoesによれば、113件の評論のうち、98%にあたる111件が高く評価し、平均して10点満点中7.94点を得ている。
Metacriticによれば、23件の評論の全てが高く評価し、平均して100点満点中83点を得ている。

## リメイク
2021年にハリウッドでリメイクされた。アントワーン・フークア監督、ジェイク・ジレンホール主演兼・製作。